# エリック・カントナ
エリック・ダニエル・ピエール・カントナ（Éric Daniel Pierre Cantona、1966年5月24日 -）は、フランス代表の元サッカー選手、俳優。マンチェスター・ユナイテッドでは、FAカップとの2度のダブル（2冠）を含め、4度のリーグ優勝を経験した。
カントナは低迷していたマンチェスター・ユナイテッドの復活に貢献した中心選手であると考えられており、自身もクラブとイングランドのサッカーの看板選手たる地位に立っていることを楽しんでいた。2001年には、マンチェスター・ユナイテッドの20世紀最高のサッカー選手（Manchester United's player of the century）に選ばれ、「キング・エリック」のニックネームで親しまれている。
練習にも精魂を傾けるフットボールへの真摯な取り組みはチームメイトに多大な影響を与えた。しかし唯我独尊の態度で孤高の存在であったカントナは、他人の意見や規範による柵を徹底して嫌い、厳格な態度で規律を重んじるアレックス・ファーガソンの流儀に括られることもなかった。デビッド・ベッカムは「エリックは特別だった」と発言している。
1998年にはフットボールリーグの歴代の名選手100人（Football League 100 Legends）に選出され、2002年にはイングランドのサッカーの殿堂入りを果たした。
引退後は俳優として主に映画に出演しており、1998年にはケイト・ブランシェット主演の映画『エリザベス』に出演し、2009年には『エリックを探して』に本人役で出演するなどの活躍をしている。
2010年には妻であるラシダ・ブラクニが指揮を執る舞台『Face au paradis』で舞台俳優デビューを飾った。

## 生い立ち
パリ出身であると言われていたが、実際にはアルベルト・カントナとエレオノール・ラウリックの下にマルセイユで生を受けた。生家はマルセイユの11区と12区の境にある街の丘の頂きにある洞穴にあり、そこは第二次世界大戦の終わりにドイツ軍を監視するために使用されたと言われている場所であった。その場所は1950年代の中頃に父方の祖母であるルシエンヌの夫であり、石工士であったジョセフによって見初められた場所であったが、カントナが生まれた1966年頃にはその洞穴は家の部屋の一部になっており、当時の標準的な生活水準まで家族の生活は向上していた。カントナには二人の兄弟、4歳年上の兄ジャン=マリと17ヶ月年下の弟ジョエルがいる。
カントナの一家は移民であり、父方の祖父であるジョセフはサルデーニャからマルセイユに移り住み、母親の両親はカタルーニャ民族主義者であった。母方の祖父であるペドロ・ラウリックは1938年にスペイン内戦でフランシスコ・フランコ率いる軍と戦ったが、肝臓に重傷を負ってしまったために、妻のパキータとともにフランスへ治療のために退かなければならなくなってしまった。ラウリック夫妻はマルセイユを訪ねる前に、一時、アルデシュ県のサン=プリエストに滞在した。

## クラブ経歴

### ユース
カントナのサッカー選手としてのキャリアは地元のクラブであるSOカイヨワで始まった。そこはロジャー・ジューヴを輩出し、ジャン・ティガナ、クリストフ・ガルティエといった選手も在籍していたことがあるクラブである。カントナは父に倣いよくゴールキーパーを務めていたが、徐々にその才能が芽吹き、プレイエリアを前線へと広げていった。カイヨワでは200試合以上の試合に出場し、9歳の頃にはすでに「15歳の選手のようなプレーをする」と言われていた。

### フランス
カントナが初めてプロのサッカー選手として試合に出場したのは2年間ユースに在籍したオセールであり、デビュー戦は1983年11月5日に行われ、4-0で勝利したナンシー戦であった。
1984年は兵役に従事したので、サッカー選手としてのキャリアは一旦停止することになった。兵役を終えると2部のマルティーグへローンで加入することになった。オセールに復帰すると1986年にはプロ契約を結び、ディヴィジョン・アンで良い活躍を見せるとフランス代表に招集され、初キャップを記録した。しかし、1987年にはチームメイトのブルーノ・マティーニを殴ったとして罰金処分を受け、キャリアを通していくつか起こる規律上の問題を早速起こしてしまった。
翌年にはナントに所属していたミシェル・デル・ザカリアンに危険なタックルを浴びせ、3ヵ月の出場停止処分を受けた。オセールがチームに所属する選手の代表招集に応じないようにすることを示唆すると、処分は2試合に軽減された。カントナは1988年に開催されたUEFA U-21欧州選手権に出場しタイトルを獲得すると、当時のフランス・サッカー界最高額の移籍金で、子どものころから応援していたクラブであるマルセイユへ移籍した。カントナは今日までのキャリアの中でしばしば顔を出す癇癪を起こし、1989年1月に行われたトルペド・モスクワとの親善試合で交代を告げられると、スタンドにボールを蹴り込み、ユニフォームを脱ぎ捨てた。それに対してクラブは1ヶ月の出場停止処分を科した。この出来事はテレビのインタビューで監督を批判し、1年間の国際試合への出場停止を科されるほんの数ヶ月前のことであった。
マルセイユに馴染めず、カントナは6ヶ月のローンでボルドーに加入し、その後はモンペリエにローンで1年間加わった。モンペリエではジャン=クロード・ムールトと衝突し、彼のスパイクを顔面に投げつけるという事件を起こした。所属する6人の選手はカントナを放出するように求めたが、チームメイトのローラン・ブランやカルロス・バルデラマのサポートにより10日間の謹慎処分で済み、カントナはチームのクープ・ドゥ・フランス優勝に貢献した。カントナのモンペリエでの活躍は、マルセイユが彼を呼び戻すという決断をするに至らしめた。
マルセイユに復帰すると、ジェラール・ジリの下で活躍し、後任に就いたフランツ・ベッケンバウアーの下でも良い活躍を見せた。しかし、会長のベルナール・タピは結果に満足出来ず、ベッケンバウアーに代えて、カントナが目を合わせようとしなかったというレイモン・ゲタルスを監督の座に据えた。ゲタルスとの諍いは絶えなかったが、ディヴィジョン・アン優勝に貢献し、翌シーズンにニームへ移籍することになった。
1991年12月、ニームでの試合中に判定に納得できず、ボールをレフェリーに投げつけるという事件を起こしてしまった。カントナはフランスサッカー協会の聴聞会に招集され、1ヶ月の出場停止処分を言い渡された。それに対しカントナは委員一人ひとりのもとに歩み寄り「馬鹿（idiot）」と罵ったため、処分は3ヶ月に延長された。カントナにとっては我慢の限界であり、1991年12月にサッカー界から引退すると発表した。
その当時、フランス代表監督であったミシェル・プラティニはカントナの熱狂的なファンであり、その才能を賞賛し、現役復帰するように説得を試みた。ジェラール・ウリエと彼の精神分析医のアドバイスは、キャリアを再開させるためにイングランドへ行くというものだった。「彼（私の主治医の精神分析医）は、マルセイユとは契約せずに私にイングランドへ行くべきだと言ったんだ」とある。

### イングランド

#### リーズ・ユナイテッド
1991年11月6日に行われたUEFAカップ2回戦のセカンドレグのリヴァプール対オセール戦の試合終了後にリヴァプールの監督を務めていたグレアム・スーネスはミシェル・プラティニと面会し、カントナがリヴァプールでプレーしたがっているという話を聞かされた。しかし、スーネスは有難い申し出であるとは思ったが、チームのドレッシングルームの和を乱したくはないと考えて、その話は断った。1992年1月にはトレヴァー・フランシスが監督を務め、昇格初年度のシーズンを3位で終えようとしているシェフィールド・ウェンズデイの1週間のトライアルを受けた。
トライアルの延長の話を受けたがカントナはそれを断り、ヨークシャーのライバルであるリーズ・ユナイテッドへ加入することになった。リーズではプレミアリーグへ変わる前の最後のイングランドのトップリーグでの優勝を経験することになった。そのシーズンは15試合に出場し、3ゴール挙げるに留まったが、チームの得点源であるリー・チャップマンの多くのゴールをアシストするなど、チームのタイトル獲得に貢献した。4-3でリヴァプールに勝利した1992年のチャリティーシールドではハットトリックを達成し、5-0で勝利したトッテナム・ホットスパー戦でもハットトリックを決めた。スパーズ戦でのハットトリックは、プレミアリーグ第1号のハットトリックであった。
ウェンブリー・スタジアムで行われたチャリティーシールドでハットトリックを決めたために、カントナは多くの注目を浴びるようになった。
1992年11月26日、カントナはリーズからマンチェスター・ユナイテッドへ150万ポンドで移籍することになった。リーズの監督を務めていたハワード・ウィルキンソンがユナイテッドの会長であったマーティン・エドワーズにデニス・アーウィンが獲得可能か電話で問い合わせたが、エドワーズとアレックス・ファーガソンは話し合いの末に放出しないという意見で合意した。ファーガソンは自身のチームにFWが必要であると考えており、デイヴィッド・ハースト、マット・ル・ティシエ、ブライアン・ディーンらの獲得に尽力していたが、ファーガソンはウィルキンソンにカントナを放出可能がどうかを会長に尋ねるように頼み、数日で交渉はまとまった。

#### マンチェスター・ユナイテッド

##### 1992-93シーズン
カントナのマンチェスター・ユナイテッドにおけるデビュー戦は、エウゼビオの生誕50年を記念しリスボンで行われたベンフィカとの親善試合であった。公式戦デビューとなったのは、1992年12月12日にオールド・トラッフォードで行われたマンチェスター・シティ戦であり、ユナイテッドは2-1で勝利したが、後半から出場したカントナは活躍することは出来なかった。
カントナと契約する前のユナイテッドは低調なシーズンを送り、タイトルレースでは大型補強を行ったアストン・ヴィラとブラックバーン・ローヴァーズや驚きの躍進をしていたノリッジ・シティ、QPRといったクラブの後塵を拝しており、深刻な得点力不足から、昨シーズンの同時期の半分の勝ち点に留まっていた。
ブライアン・マクレアー、マーク・ヒューズは不振に陥り、夏に契約を結んだディオン・ダブリンは骨折により6ヶ月間の離脱を余儀なくされていた。しかし、カントナはチームにすぐに順応し、自身がゴールを挙げるだけではなく、数多くの得点チャンスを作りだした。ユナイテッドでの初ゴールは、1992年12月19日にスタンフォード・ブリッジで行われ、1-1で引き分けたチェルシー戦であった。2ゴール目はボクシング・デー（国民の祝日であり、通常は26日）にヒルズボロで行われたシェフィールド・ウェンズデイ戦であり、ハーフタイムを迎えるまでは0-3でリードされていたが、試合は3-3で終了した。
カントナが初めて本領を発揮したのは1993年1月9日に行われたトッテナム・ホットスパー戦であり、2ゴールを記録し、4-1でチームは勝利を飾った。しかし、問題を起こす気質は改善されておらず、その試合から数週間後にエランド・ロードで行われたリーズ・ユナイテッド戦でファンに唾を吐き、FAから1,000ポンドの罰金処分を受けた。
カントナが加入したユナイテッドは快進撃を続け、2位に10ポイント差を付けてプレミアリーグの初代チャンピオンとなり、1967年以来となるヨーロッパチャンピオンとなることも現実的な目標となった。
この優勝により、カントナは異なるクラブで2シーズン連続でトップリーグのタイトルを獲得した初の選手となっている（のちにエンゴロ・カンテも達成）。同年のバロンドール投票では第3位となった。

##### 1993-94シーズン
プレミアリーグを連覇し、FAカップの決勝ではカントナのPKによる2ゴールもあり、4-0でチェルシーに勝利した。フットボールリーグカップでも決勝進出を果たしたが、アストン・ヴィラに1-3で敗れ、準優勝に終わった。PFA年間最優秀選手賞を受賞したが、チャンピオンズリーグのガラタサライ戦ではレフェリーに抗議をし退場処分となり、チームも敗退し、リーグ戦ではスウィンドン・タウン戦、アーセナル戦と2試合連続でレッドカードを提示され、FAカップ準決勝のオールダム・アスレティック戦を含め5試合の出場停止処分を受けた（FAカップ準決勝は1-1の引き分け終わり、再試合にはカントナも出場し、4-1の勝利に貢献した）。
1993-94シーズンはプレミアリーグに固定背番号制が導入された最初のシーズンであり、カントナは7番を与えられ、ユナイテッドでのキャリアを終えるまでその番号を背負った。

##### 1994-95シーズン
翌シーズンもカントナは好パフォーマンスを披露し、ユナイテッドは3連覇を達成するものと見られていたが、1995年1月25日に世界中で見出しを飾り、議論を呼ぶ事件を起こしてしまった。カントナはクリスタル・パレスのDFであったリチャード・ショウにユニフォームを引っ張られたことに対し腹を立て、報復のキックをして退場処分を受けた。カントナは通路へ向かって歩いていたが、客席にいたクリスタル・パレスのファンのマシュー・シモンズに『カンフー』式のキックをし、数発のパンチを浴びせるという行動に出た。カントナがシモンズに飛び蹴りを食らわせている有名な写真はアッシュのシングル『カンフー』のジャケットに使用され、この写真は大きな宣伝効果を生み、シングルは同年のチャートの57位にランクインをした。
シモンズは脅迫するような発言と行動を取ったとして裁判にかけられ、7日間の禁錮処分を受けたが、翌日には釈放された。シモンズには1992年にクロイドンにあるスリランカの企業のガソリンスタンドの従業員にレンチを持って襲いかかり、強盗未遂を起こした前科があることが明らかになり、短期間ではあったが、イギリス国民戦線の集会に参加していたことがあることも明らかになった。シモンズは結果として、一年間イングランドおよびウェールズのサッカー場への立入を禁止されることになった。
カントナの言動の中でも最も有名だと言われている発言がその後の記者会見で発せられた。ジャーナリストが四六時中絶えず自分の行動を監視していることを揶揄してゆっくりと丁寧な口調で、「カモメがトロール船を追いかけるのは、サーディンが海に放られると思っているからだ。どうもありがとう」と述べた。カントナは席を立ったが、残された多くの記者たちは困惑した表情を浮かべていた。カントナには禁錮2週間が科せられたが、控訴院では120時間の社会奉仕活動に変更された。
ユナイテッドはまだタイトルを狙える位置にいたが、FAはマンチェスター・ユナイテッドがカントナを1994-95シーズンの残りの4ヶ月間を出場停止とすることを望み、トップチームの活動から締め出され、20,000ポンドの罰金処分も受けた。
FAはその後出場停止を8ヶ月間（1995年9月30日まで）に延長し、罰金を10,000ポンド上乗せした。FAのチーフ・エグゼクティブを務めていたグレアム・ケリーはカントナの行動をフットボールの名を汚した「我々の試合に付いた染み」だと述べた。FIFAはこの出場停止処分は全世界で適用されるものだとし、国外のクラブへ移籍し処分を逃れようとすることを防いだ。マンチェスター・ユナイテッドは2週間分の給料を罰金として科し、フランス代表のキャプテンの地位も剥奪され、チームもプレミアリーグのタイトルをブラックバーン・ローヴァーズに譲った。2007年には、「多くの楽しい時間を過ごしたが、どれか一つを選べと言われたら、それはフーリガンを蹴った時だ」と、述べている。
イギリスのメディアの多くはカントナがイングランドでサッカー選手としてのキャリアを過ごす時間は残り少ないと推測したが、アレックス・ファーガソンはクラブに留まるように説得し、セリエAのインテル（チームメイトのポール・インスの獲得には成功した）が獲得に興味を示したが、カントナはもう一度ユナイテッドでプレーする意欲を示した。

##### 1995-96シーズン
ユナイテッドは数人の中心選手を放出し、ユースから昇格した選手たちを代わりに据えたが、開幕戦でアストン・ヴィラに1-3で敗れ、スタートでつまずいてしまった。
開幕戦での敗北から立ち直り、リーグで2位に付けて迎えた1995年10月1日のリヴァプール戦はカントナの復帰戦として多くの注目を集めていたが、他のクラブのファン、特に強いライバル関係にあるチームのサポーターや選手からは多くの挑発を受けることが予想されたので、カントナがイングランドのサッカーに再び適応することは出来ないのではないかと考える者もいた。
復帰戦では開始2分でニッキー・バットのゴールをアシストし、ライアン・ギグスが倒されて得たPKから自身もゴールを決めた。しかし、8ヶ月もの間実戦から離れていた影響は大きく、クリスマスを迎えるまでは良いパフォーマンスを発揮できず、チームも首位を走るニューカッスル・ユナイテッドから10ポイントのリードを奪われていた。
しかし、1月中旬にアップトン・パークで行われたウェストハム・ユナイテッドにカントナのゴールで勝利をしてから、リーグ戦で10連勝を記録した。ユナイテッドはカントナのゴールで1-0で勝つ試合が多く、3月9日のQPRとの試合に引き分け、得失点差で首位に立った。首位に立ってからは一度も順位を落とさず、リーグ戦最終日にリヴァーサイド・スタジアムで行われたミドルズブラ戦に3-0で勝利し、長く続いた優勝争いに終止符を打ち、4シーズンで3度目の優勝を飾った。
FAカップ決勝のリヴァプール戦ではスティーヴ・ブルースが欠場したため、キャプテンを務め、ミドルレンジからの巧みなボレーシュートでのゴールにより1-0で勝利し、ブリテン諸島以外の出身の選手として初めてFAカップを掲げた選手となり、チームも2度ダブルを達成した初のクラブとなった。後にカントナは後にこのゴールが、自身のベストゴールであったと語った。

##### 1996-97シーズン
スティーヴ・ブルースのバーミンガム・シティへの移籍に伴い、1996-97シーズンはキャプテンを務めた。
カントナはその後に大きな成功を成し遂げるチームの中心となるライアン・ギグスや、将来を嘱望されていたデイヴィッド・ベッカム、ポール・スコールズ、ニッキー・バット、ガリー・ネヴィルといった選手に大きな影響を与え、1996-97シーズンもリーグ戦を首位で終え、5年間で4度目となるリーグ優勝を果たした（マルセイユとリーズを含めると7年間で6度の優勝を経験している）。
チャンピオンズリーグは準決勝でボルシア・ドルトムントに敗退したために決して満足の出来るシーズンではなかったが、カントナは突然「シーズン終了後に現役を引退する」と表明し、多くのユナイテッドファンを落胆させた。このとき彼は30歳であった。最後のゴールは4月12日のブラックバーン戦の決勝点であった(3月22日エヴァートンFC戦、4月5日ダービー戦でもゴールを決め、3試合連続ゴール。)。
1997年5月11日に行われたウェストハム・ユナイテッド戦が、カントナの公式戦における最後の出場となった。最後のプレーを見せたのは、前年に引退したデイヴィッド・バスト（引退の原因となった怪我はユナイテッド戦で負ったもの）の記念試合、ハイフィールド・ロードで行われたコヴェントリー・シティ戦で、カントナは2ゴールを挙げ、2-2の引き分けであった。カントナはリーグ戦では64ゴールを挙げ、11の国内タイトルを獲得し、チャンピオンズリーグでは5ゴール、全コンペティションを合わせると5年に満たないキャリアで通算80ゴールを記録した。

## 代表経歴

### フランス代表
1987年8月12日に行われた西ドイツ代表戦でA代表デビュー、代表初ゴールも挙げた。当時の代表監督はアンリ・ミシェルであったが、1988年9月に代表から外されたカントナは、その試合後に行われたインタビューでミシェルを批判し、約1年間全ての国際試合への出場停止処分を受けた。ミシェル監督が退任し、ミシェル・プラティニが新監督に就任すると、カントナは代表に呼び戻され、パパンと共に代表の中心プレーヤーとなったが、1990 FIFAワールドカップ予選で敗退した。
1992年、EURO92本大会では2分1敗で決勝トーナメントに進出出来ず、大会終了後にプラティニは辞任し、ジェラール・ウリエが新たに監督に就任した。
ワールドカップ予選では8試合で4得点を挙げた。予選突破をかけて臨んだイスラエル戦では逆転負けで大会出場決定ならず、それでも最終戦のブルガリア代表に引き分け以上で本大会に出場出来たが、 パリの悲劇とも呼ばれるこの試合では、パパンのポストプレーからカントナがボレーで先制点を奪うが、その後同点とされ、試合終了間際にダヴィド・ジノラがボールをキープせずにゴール前にクロスを上げたことに端を発し、エミル・コスタディノフの逆転ゴールが生まれ、1-2で敗戦、ワールドカップ出場を逃した。ウリエは監督を辞任し、エメ・ジャケが新監督の座に就いた。
ジャケはEURO96に向け、カントナをキャプテンに指名、1994年5月26日のキリンカップ、オーストラリア戦で代表最後の得点を奪った。1995年1月のオランダ戦でもキャプテンとして代表でプレーしたが、セルハースト・パークでの暴行事件により出場停止を受けると、出場停止処分が明けてからも代表チームに召集されることは無かった。

### ビーチサッカー
マンチェスター・ユナイテッドを離れて間もなく、ビーチサッカーのフランス代表のキャプテンに就任した。南アジアやブライトンで行われた大会に参加し、2005年にはリオデジャネイロで開催されたFIFAビーチサッカー・ワールドカップで優勝している。2006年に開催されたワールドカップでは代表チームの監督を務め、チームは3位に入り、2007年のワールドカップでもチームを4位に導いた。2008年には初めてフランスでワールドカップが開催されたが、準々決勝でイタリア代表に敗れた。

## 個人成績
| 所属クラブ                   | シーズン         | リーグ | リーグ | カップ | カップ | リーグカップ | リーグカップ | UEFA | UEFA   | その他 | その他 | シーズン通算成績 | シーズン通算成績 |
| 所属クラブ                   | シーズン         | 出場   | ゴール | 出場   | ゴール | 出場         | ゴール       | 出場 | ゴール | 出場   | ゴール | 出場             | ゴール           |
| ---------------------------- | ---------------- | ------ | ------ | ------ | ------ | ------------ | ------------ | ---- | ------ | ------ | ------ | ---------------- | ---------------- |
| オセール                     | 1983-84          | 2      | 0      | –      | –      | –            | –            | –    | –      | –      | –      | 2                | 0                |
| オセール                     | 1984-85          | 5      | 2      | –      | –      | –            | –            | –    | –      | –      | –      | 5                | 2                |
| オセール                     | 1985-86          | 7      | 0      | –      | –      | –            | –            | 1    | 0      | –      | –      | 8                | 0                |
| マルティーグ                 | 1985-86          | 15     | 4      | –      | –      | –            | –            | –    | –      | –      | –      | 15               | 4                |
| マルティーグ                 | 合計             | 15     | 4      | –      | –      | –            | –            | –    | –      | –      | –      | 15               | 4                |
| オセール                     | 1986-87          | 36     | 13     | –      | –      | –            | –            | –    | –      | –      | –      | 36               | 13               |
| オセール                     | 1987-88          | 32     | 8      | 5      | 1      | –            | –            | 2    | 1      | –      | –      | 39               | 10               |
| オセール                     | 合計             | 82     | 23     | 5      | 1      | –            | –            | 3    | 1      | –      | –      | 90               | 25               |
| マルセイユ                   | 1988-89          | 22     | 5      | –      | –      | –            | –            | –    | –      | –      | –      | 22               | 5                |
| ボルドー                     | 1988-89          | 11     | 6      | –      | –      | –            | –            | –    | –      | –      | –      | 11               | 6                |
| ボルドー                     | 合計             | 11     | 6      | –      | –      | –            | –            | –    | –      | –      | –      | 11               | 6                |
| モンペリエ                   | 1989-90          | 33     | 10     | 8      | 8      | –            | –            | –    | –      | –      | –      | 41               | 18               |
| モンペリエ                   | 合計             | 33     | 10     | 8      | 8      | –            | –            | –    | –      | –      | –      | 41               | 18               |
| マルセイユ                   | 1990-91          | 18     | 8      | 5      | 1      | –            | –            | 3    | 1      | –      | –      | 26               | 10               |
| マルセイユ                   | 合計             | 40     | 13     | 5      | 1      | –            | –            | 3    | 1      | –      | –      | 48               | 15               |
| ニーム                       | 1991-92          | 17     | 2      | 2      | 2      | –            | –            | –    | –      | –      | –      | 19               | 4                |
| ニーム                       | 合計             | 17     | 2      | 2      | 2      | –            | –            | –    | –      | –      | –      | 19               | 4                |
| リーズ・ユナイテッド         | 1991-92          | 15     | 3      | 0      | 0      | 0            | 0            | –    | –      | 0      | 0      | 15               | 3                |
| リーズ・ユナイテッド         | 1992-93          | 13     | 6      | 0      | 0      | 1            | 0            | 5    | 1      | 1      | 3      | 20               | 10               |
| リーズ・ユナイテッド         | 合計             | 28     | 9      | 0      | 0      | 1            | 0            | 5    | 1      | 1      | 3      | 35               | 13               |
| マンチェスター・ユナイテッド | 1992-93          | 22     | 9      | 1      | 0      | 0            | 0            | 0    | 0      | 0      | 0      | 23               | 9                |
| マンチェスター・ユナイテッド | 1993-94          | 34     | 18     | 5      | 4      | 5            | 1            | 4    | 2      | 1      | 0      | 49               | 25               |
| マンチェスター・ユナイテッド | 1994-95          | 21     | 12     | 1      | 1      | 0            | 0            | 2    | 0      | 1      | 1      | 25               | 14               |
| マンチェスター・ユナイテッド | 1995-96          | 30     | 14     | 7      | 5      | 1            | 0            | 0    | 0      | 0      | 0      | 38               | 19               |
| マンチェスター・ユナイテッド | 1996-97          | 36     | 11     | 3      | 0      | 0            | 0            | 10   | 3      | 1      | 1      | 50               | 15               |
| マンチェスター・ユナイテッド | 合計             | 143    | 64     | 17     | 10     | 6            | 1            | 16   | 5      | 3      | 2      | 185              | 82               |
| キャリア通算成績             | キャリア通算成績 | 369    | 131    | 36     | 22     | 7            | 1            | 27   | 8      | 4      | 5      | 432              | 161              |

## 獲得タイトル

### クラブ

#### マルセイユ
- ディヴィジョン・アン：1988-89, 1990-91

#### モンペリエ
- クープ・ドゥ・フランス：1990

#### リーズ・ユナイテッド
- ディヴィジョン1：1991-92
- コミュニティーシールド：1992

#### マンチェスター・ユナイテッド
- プレミアリーグ：1992-93, 1993-94, 1995-96, 1996-97
- FAカップ：1993-94, 1995-96
- コミュニティーシールド：1993, 1994, 1996

### 個人
- PFA年間最優秀選手賞：1993-94
- FWA年間最優秀選手賞：1995-96

## 私生活
弟のジョエルもサッカー選手であり、マルセイユ、ウーイペシュト、ストックポート・カウンティ等のクラブに在籍していた。カントナと同様に引退後は俳優として活動している。
従兄のサシャ・オピネルは現役のサッカー選手。

## 出演

### 映画
- エリザベス Elizabeth （1998年）
- クリクリのいた夏 Les enfants du Marais  （2000年）
- マルセイユの決着 Le deuxième souffle （2007年）
- パリより復讐の銃弾を Jack Says （2008年）
- エリックを探して Looking for Eric （2009年）
- スウィッチ Switch （2011年）
- ザ・フォース De force  （2011年）
- ザ・ストーン・ローゼズ:メイド・オブ・ストーン The Stone Roses: Made of Stone （2013年）
- 悪党に粛清を The Salvation （2014年）

テレビ
- NIKE CM
- Football - Eric Cantona - the Commissioner of Football - Video Eurosport
- Kronenbourg 1664 Beer CM